# Las Mercedes Agropecuaria
Las Mercedes Agropecuaria är en ort i Mexiko.   Den ligger i kommunen San Miguel de Horcasitas och delstaten Sonora, i den nordvästra delen av landet, 1 600 km nordväst om huvudstaden Mexico City. Las Mercedes Agropecuaria ligger 407 meter över havet och antalet invånare är 1 147.
Terrängen runt Las Mercedes Agropecuaria är platt österut, men västerut är den kuperad. Terrängen runt Las Mercedes Agropecuaria sluttar brant österut. Runt Las Mercedes Agropecuaria är det mycket glesbefolkat, med 6 invånare per kvadratkilometer. Närmaste större samhälle är Pesqueira, 5,7 km öster om Las Mercedes Agropecuaria. Omgivningarna runt Las Mercedes Agropecuaria är i huvudsak ett öppet busklandskap.